# Saint-Caradec
Saint-Caradec is een gemeente in het Franse departement Côtes-d'Armor, in de regio Bretagne. De plaats maakt deel uit van het arrondissement Saint-Brieuc. Saint-Caradec telde op 1 januari 2022 1.132 inwoners.

## Geografie
De oppervlakte van Saint-Caradec bedraagt 21,94 km², de bevolkingsdichtheid is 51 inwoners per km² (per 1 januari 2019).
De onderstaande kaart toont de ligging van Saint-Caradec met de belangrijkste infrastructuur en aangrenzende gemeenten.

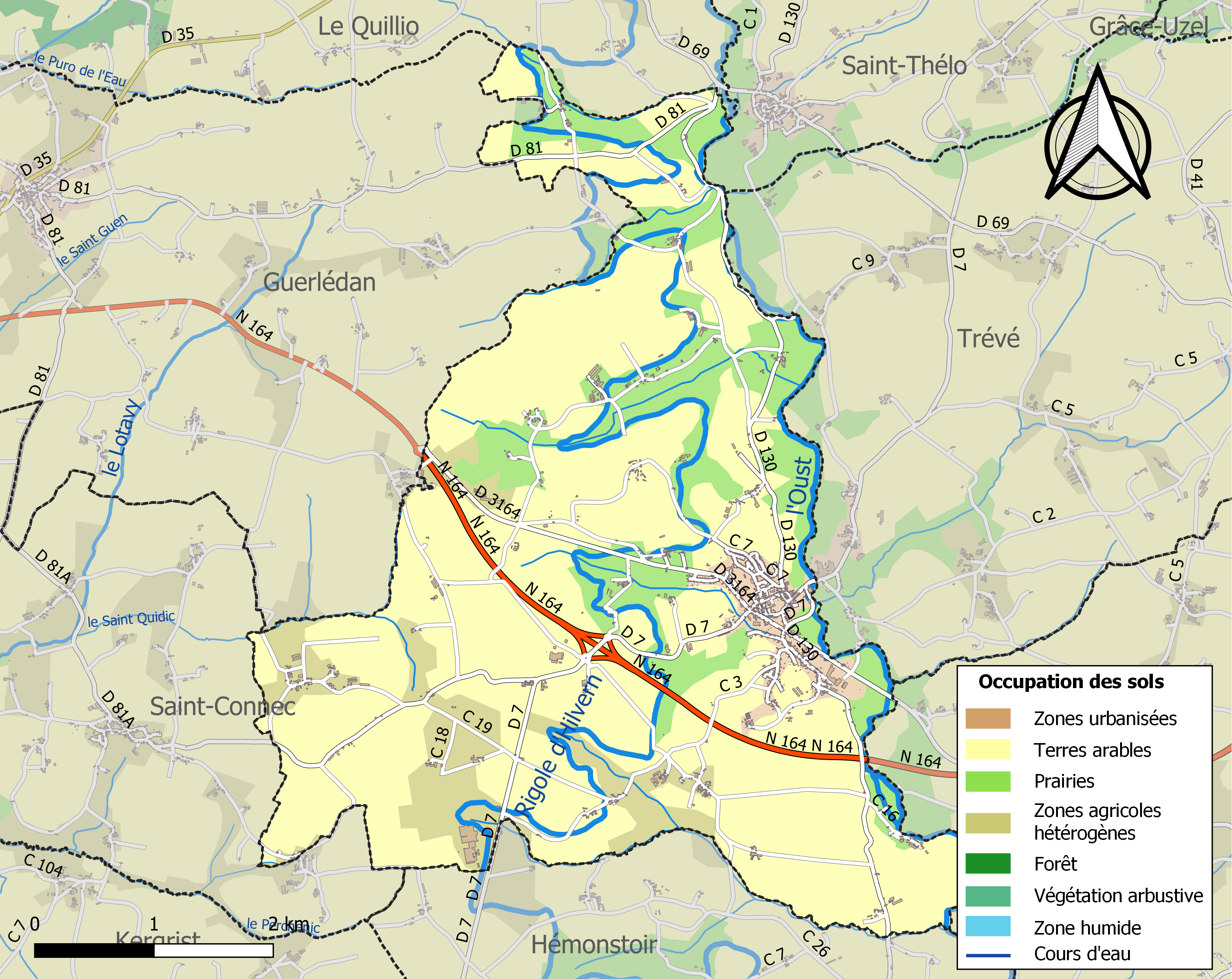

## Demografie
Onderstaande figuur toont het verloop van het inwonertal (bron: INSEE-tellingen). 